# Балка Очеретна (права притока Боковеньки)
Балка Очеретна — балка (річка) в Україні у Кропивницькому районі Кіровоградської області. Права притока річки Боковеньки (басейн Дніпра).

## Опис
Довжина балки приблизно 11,48 км, найкоротша відстань між витоком і гирлом — 10,12 км, коефіцієнт звивистості річки — 1,13. Формується декількома струмками та загатами. На деяких ділянках балка пересихає.

## Розташування
Бере початок на південно-східній околиці села Степове. Тече переважно на південний схід через села Фалькове, Катеринівку й у селі Новогригорівка Друга впадає в річку Боковеньку, праву притоку річки Бокової.
Населені пункти вздовж берегової смуги: Очеретяне.

## Цікаві факти
- На балці існують газгольдери та газові свердловини[2].